# 傅梦蘧
傅梦蘧（1915年—？），男，湖南湘潭人，中国实验力学家，曾任第一机械工业部郑州机械研究所高级工程师，中国力学学会理事、实验应力分析专业委员会主任委员。